# Noviembre y un poco de hierba
Noviembre y un poco de hierba es una obra de teatro de Antonio Gala, estrenada en 1967.

## Argumento
Diego, es un excombatiente republicano de la guerra civil española que, tras el conflicto, ha vivido 27 años aislados del mundo exterior. Su única conexión es su pareja Paula, que vive con su madre demente. Paula, atormentada por sus propios miedos y recuerdos, regala un día un transistor a su amante. Éste descubre que gracias al recién aprobado decreto de amnistía podrá finalmente salir de su refugio. Paula, consciente de que cuando Diego escape, nunca volverá a verlo, lo ayuda, sin embargo en el intento. Sin embargo, a Diego le fallan las fuerzas en el último momento y fallece, lo que hunde a Paula en locura.

## Estreno
- Teatro Arlequín, Madrid, 14 de diciembre de 1967.
  - Dirección: Enrique Diosdado.
  - Intérpretes: Amelia de la Torre (Paula),  Gabriel Llopart (Diego), Alberto Bové (Tomás), María Guerrero (La madre).